# Барнаульский завод геофизической аппаратуры
Барнаульский завод геофизической аппаратуры (завод «Геофизика», в настоящее время — ООО «Алтайский геофизический завод») — промышленное предприятие в Барнауле. Ведущее предприятие РФ в области производства авиационных средств радиоэлектронного противодействия. В настоящее время специализируется на производстве и ремонте радиоэлектронной аппаратуры специального и гражданского назначения
Адрес: Алтайский край, г. Барнаул, пр-т Калинина, д.15 корп.7

## История
Завод был введён в строй в 1954 году и выпускал в это время аппаратуру для разведки полезных ископаемых, изучения недр земли на глубинах до 2 тыс. метров.
В 1961 году производство было переориентировано на изготовление изделий для нужд обороны — бортовых средств радиоэлектронной разведки (РЭР), радиоэлектронной борьбы и подавления (РЭБ). Были построены новые и переоснащены сборочные цеха. Было освоено серийное производство новых сложных изделий электроники, в том числе таких, как станции электронных помех «Сирень», «Фасоль», «Смальта».
На заводе работало свыше 1200 человек.
С 1990-х годов в ходе конверсии производства уменьшение количества заказов привело к деградации, а затем и к банкротству завода. На месте цехов завода был построен торговый комплекс «Геомаркет». Там же разместились многочисленные офисы, ночной клуб и прочие объекты коммерческой недвижимости.
В 2007 году предприниматель Марат Дисангалиевич Жумадилов, решив сохранить уникальное производство, создал частное предприятие «Алтайский геофизический завод», для чего арендовал производственный корпус на таком же умирающем оборонном предприятии «Барнаульский радиозавод». Костяк коллектива составили уволенные специалисты завода «Геофизика». Вновь был создан конструкторский отдел. ООО «АГФЗ» образовано в мае 2009 года.
В настоящее время Алтайский геофизический завод продолжает оставаться в Российской Федерации головным предприятием в области обработки радиосигналов как средств радиоэлектронной борьбы. Завод специализируется на производстве и ремонте радиоэлектронной аппаратуры специального и гражданского назначения, том числе является поставщиком изделий для пусковых ракетных комплексов, боевых истребителей последнего поколения, танков и других видов современного вооружения.
В связи с выполнением работ государственного оборонного заказа по производству и ремонту вооружений и военной техники на предприятии аккредитован отдел 626-го Военного представительства МО РФ, организованы службы защиты государственной тайны.
Численность работников завода — порядка 300 человек.

## Производство
Некоторые виды изделий, производимые на заводе:
- станции помех: «Сорбция», «Сирень», «Фасоль», «Гвоздика», «Смальта»;
- станции радиотехнической разведки: «Куб-3М», «Шар-25С /Б/К»;
- головки самонаведения ракет «воздух-земля» ЛО-54А, ЛО-54В, ЛО-09М, ЛО-10М, ЛО-11М, ЛО-16М;
- аппаратура целеуказания для ракет ЛО-50А, ЛО-50ВС, ЛО-80, ЛО-81;
- спецвычислитель «Неон» для бортового комплекса обороны «Карпаты (Л167)»;
- станция обнаружения целей «Кипарис» для бортовых комплексов обороны «Метеор», «Саяны», «Алтай», «Кряж»